# Goedele Nu
Goedele Nu (ook Goedele op dinsdag) is sinds 2010 een Vlaams televisieprogramma op VTM.  Het tweede seizoen in het voorjaar van 2011 kreeg de nieuwe titel Goedele op dinsdag.  Het is een talkshow gepresenteerd door Goedele Liekens, geproduceerd door het productiehuis deMENSEN.
Goedele Nu spitst zich vooral toe op de media, de verhalen die recent in het nieuws zijn geweest en waarover Goedele dan met een van de betrokkenen een gesprek aangaat. In dit programma praat Goedele met mensen die met hun situatie of probleem reeds de media haalden en in Goedele Nu zelf een woordje uitleg kunnen geven over hun probleem of situatie. Goedele heeft altijd naast haar gewone gasten een wisselende "hulp", die mee de gesprekken voert.  Hiervoor worden BV's als Jan Verheyen of Steven Van Herreweghe opgetrommeld.
Dit programma was samen met Het sterke geslacht de comeback van Goedele Liekens bij VTM. Over deze comeback werd vooraf lang gespeculeerd. Pas in de lente van 2010 werd haar terugkeer, samen met de aankondiging van de nieuwe programma's bevestigd.